# Salon des industries de l'automation, des microtechniques et de la sous-traitance
 (juin 2024).
Il peut être nécessaire de l'améliorer pour respecter le principe de neutralité de point de vue. Veuillez consulter la page de discussion pour plus de détails.

Le Salon des industries de l'automation, des microtechniques et de la sous-traitance, SIAMS a été créé en 1989 en Suisse, plus précisément à Moutier, à l'initiative d'un groupe d'industriels du Jura bernois. C'est un salon qui représente l'ensemble de la chaîne de production des microtechniques de l'écosystème de l'Arc jurassien.

## Histoire
En 1988, au cours de ce que l’on appellerait aujourd’hui un « brainstorming » entre quelques industriels de la place, jaillit l’idée d’organiser une exposition industrielle à Moutier. Cet événement, qui doit être unique, a pour but de valoriser les industries de la région auprès des divers acteurs économiques mais également auprès de la population, ceci dans le but de promouvoir l’image économique des vallées jurassiennes. 
C’est en 1989 que la première édition du SIAMS (qui signifie Salon des Industries de l’Automation, de la Machine-outils et de la Sous-traitance) est organisée dans la patinoire de Moutier. La deuxième édition se déroule en 1990, toujours dans la patinoire mais avec une approche déjà différente. En effet, compte tenu des expériences de l’édition précédente, les exposants décident implicitement de présenter leurs produits et savoir-faire en vue de les commercialiser. Cette deuxième édition rassemblant une centaine d’exposants accueille quelques milliers de visiteurs. Les organisateurs décident alors d’en faire un salon industriel biennal.
Dès 2008 de grands efforts sont déployés en vue d’améliorer sans cesse la qualité et la diversité des exposants ainsi que les prestations offertes aux exposants et aux visiteurs. Le SIAMS devient de plus en plus pointu et exigeant quant aux produits exposés. Ce salon à taille humaine et à l’ambiance combinant décontraction, qualité des échanges et contacts d’affaires, se profile comme étant le spécialiste des produits et services de l’ensemble de la chaîne de production des microtechniques.
En 2012, SIAMS SA change de nom et devient FAJI SA. En 2018, le Conseil d'administration est revitalisé.
En 2023, les SIAMS TV Days ouvrent une autre vitrine pour les exposants intéressés,. La manifestation se déroule dans des halles du Forum de l'Arc à Moutier.